# Pseudorhombus elevatus
Pseudorhombus elevatus är en fiskart som beskrevs av Ogilby 1912. Pseudorhombus elevatus ingår i släktet Pseudorhombus och familjen Paralichthyidae. Inga underarter finns listade i Catalogue of Life.